# Damallsvenskan
La Damallsvenskan, también conocida como OBOS Damallsvenskan, es la máxima división de fútbol femenino en Suecia. También se le refiere como la Allsvenskan femenina, aunque este término (Allsvenskan) se utiliza para referirse a la divisional masculina.
Fundada en 1973, es considera una de las mejores ligas de fútbol femeninas y han participaron en ella jugadoras como Marta, Pernille Harder, Daniela, Yoreli Rincón, Nadine Angerer, Hanna Ljungberg y Christen Press.

## Modo de disputa
La división se compone de una liga de 14 (catorce) equipos, donde se enfrentan todos contra todos en dos ocasiones, una vez como local y otra como visitante a lo largo del año calendario.
El equipo campeón, el subcampeón y el tercer lugar tienen la posibilidad de disputar la Liga de Campeones de la UEFA, mientras que hay tres descensos a la Elitettan (segunda división) los dos peores ubicados descienden a la Elitettan, mientras que el penúltimo jugaría una eliminación directa de ascenso/descenso contra el tercer ubicado de la Elitettan, el equipo ganador de la eliminación directa jugaría la Damallsvenskan y el equipo perdedor la Elitettan.

## Temporada 2024
| Club              | Ciudad       | Estadio                       | Capacidad    |
| ----------------- | ------------ | ----------------------------- | ------------ |
| BK Häcken FF      | Gothenburg   | Bravida Arena                 | 6,500        |
| Djurgardens IF    | Estocolmo    | Estadio Olímpico de Estocolmo | 14.417       |
| FC Rosengård      | Malmö        | Malmö IP                      | 5,700        |
| Hammarby Fotboll  | Estocolmo    | Hammarby IP Tele2 Arena       | 3.700 40.000 |
| IF Brommapojkarna | Estocolmo    | Grimsta IP                    | 5,000        |
| AIK               | Estocolmo    | Skytteholms IP                | 5,200        |
| KIF Örebro DFF    | Örebro       | Behrn Arena                   | 12,624       |
| Kristianstads DFF | Kristianstad | Kristianstads fotbollsarena   | 3,080        |
| Kristianstads DFF | Kristianstad | Vilans IP                     | 5,000        |
| Linköpings FC     | Linköping    | Arena Linköping               | 8,500        |
| IFK Norrköping    | Norrköping   | Nya Parken                    | 17,234       |
| Piteå IF          | Piteå        | LF Arena                      | 6,500        |
| Trelleborgs FF    | Trelleborg   | Vångavallen                   | 7,400        |
| Växjö DFF         | Växjö        | Visma Arena                   | 12,000       |
| Vittsjö GIK       | Vittsjö      | Vittsjö IP                    | 3,000        |

## Palmarés
| Temporada                           | Campeón                 | Subcampeón              | Máxima goleadora                      | Club                           | Goles |
| ----------------------------------- | ----------------------- | ----------------------- | ------------------------------------- | ------------------------------ | ----- |
| Campeonato sueco de fútbol femenino |                         |                         |                                       |                                |       |
| 1973                                | Öxabäcks IF             | IFK Rättvik             | Bandera de ?                          |                                |       |
| 1974                                | Jitex BK                | Hammarby IF             | Bandera de ?                          |                                |       |
| 1975                                | Öxabäcks IF             | Jakobsbergs GoIF        | Bandera de ?                          |                                |       |
| 1976                                | Jitex BK                | Ope IF                  | Bandera de ?                          |                                |       |
| 1977                                | Jakobsbergs GoIF        | Hammarby IF             | Bandera de ?                          |                                |       |
| 1978                                | Öxabäcks IF             | Hammarby IF             | Bandera de ?                          |                                |       |
| 1979                                | Jitex BK                | Gideonsbergs IF         | Bandera de ?                          |                                |       |
| 1980                                | Sunnanå SK              | Gideonsbergs IF         | Bandera de ?                          |                                |       |
| 1981                                | Jitex BK                | Sunnanå SK              | Bandera de ?                          |                                |       |
| 1982                                | Sunnanå SK              | Hammarby IF             | Pia Sundhage                          | Östers IF                      | 30    |
| 1983                                | Öxabäcks IF             | Hammarby IF             | Pia Sundhage                          | Östers IF                      | 35    |
| 1984                                | Jitex BK                | Trollhättans IF         | Lena Videkull                         | Trollhättans IF                | 35    |
| 1985                                | Hammarby IF             | GAIS                    | Anette Nilsson                        | Hammarby IF                    | 19    |
| 1986                                | Malmö FF                | Sunnanå SK              | Gunilla Axén                          | Gideonsbergs IF                | 22    |
| 1987                                | Öxabäcks IF             | Jitex BK                | Eva-Lotta Carlsson                    | Dalhems IF                     | 28    |
| Damallsvenskan                      |                         |                         |                                       |                                |       |
| 1988                                | Öxabäcks IF             | Jitex BK                | Lena Videkull                         | Öxabäck/Mark IF                | 24    |
| 1989                                | Jitex BK                | Malmö FF                | Eleonor Hultin                        | Jitex BK                       | 25    |
| 1990                                | Malmö FF                | Öxabäcks IF             | Lena Videkull                         | Malmö FF                       | 21    |
| 1991                                | Malmö FF                | Jitex BK                | Lena Videkull                         | Malmö FF                       | 28    |
| 1992                                | Gideonsbergs IF         | Öxabäcks IF             | Anneli Andelén                        | Öxabäck/Mark IF                | 26    |
| 1993                                | Malmö FF                | Jitex BK                | Anneli Andelén                        | Öxabäck/Mark IF                | 29    |
| 1994                                | Malmö FF                | Hammarby IF             | Anneli Andelén                        | Öxabäck/Mark IF                | 33    |
| 1995                                | Älvsjö AIK              | Gideonsbergs IF         | Annelie Wahlgren                      | Bälinge IF                     | 27    |
| 1996                                | Älvsjö AIK              | Malmö FF                | Lena Videkull                         | Malmö FF                       | 23    |
| 1997                                | Älvsjö AIK              | Malmö FF                | Annelie Wahlgren Lena Videkull        | Bälinge IF Malmö FF            | 27    |
| 1998                                | Älvsjö AIK              | Malmö FF                | Victoria Svensson                     | Älvsjö AIK                     | 32    |
| 1999                                | Älvsjö AIK              | Malmö FF                | Luiza Pendyk                          | Malmö FF                       | 29    |
| 2000                                | Umeå IK                 | Malmö FF                | Luiza Pendyk                          | Malmö FF                       | 25    |
| 2001                                | Umeå IK                 | Malmö FF                | Victoria Svensson                     | Älvsjö AIK                     | 34    |
| 2002                                | Umeå IK                 | Malmö FF                | Hanna Ljungberg                       | Umeå IK                        | 39    |
| 2003                                | Djurgården/Älvsjö       | Umeå IK                 | Victoria Svensson                     | Djurgården/Älvsjö              | 23    |
| 2004                                | Djurgården/Älvsjö       | Umeå IK                 | Laura Kalmari Marta                   | Umeå IK                        | 22    |
| 2005                                | Umeå IK                 | Malmö FF                | Therese Lundin Marta                  | Malmö FF Umeå IK               | 21    |
| 2006                                | Umeå IK                 | Djurgården/Älvsjö       | Lotta Schelin                         | Kopparbergs/Göteborg           | 21    |
| 2007                                | Umeå IK                 | Djurgården/Älvsjö       | Lotta Schelin                         | Kopparbergs/Göteborg           | 26    |
| 2008                                | Umeå IK                 | Linköpings FC           | Marta Manon Melis                     | Umeå IK LdB FC Malmö           | 23    |
| 2009                                | Linköpings FC           | Umeå IK \|              | Linnea Liljegärd                      | LdB FC Malmö                   | 22    |
| 2010                                | LdB FC Malmö            | Kopparbergs/Göteborg FC | Manon Melis                           | LdB FC Malmö                   | 25    |
| 2011                                | LdB FC Malmö            | Kopparbergs/Göteborg FC | Manon Melis Margrét Lára Viðarsdóttir | LdB FC Malmö Kristianstads DFF | 16    |
| 2012                                | Tyresö FF               | LdB FC Malmö            | Anja Mittag                           | LdB FC Malmö                   | 21    |
| 2013                                | LdB FC Malmö            | Tyresö FF               | Christen Press                        | Tyresö FF                      | 23    |
| 2014                                | FC Rosengård            | KIF Örebro DFF          | Anja Mittag                           | FC Rosengård                   | 21    |
| 2015                                | FC Rosengård            | Eskilstuna United DFF   | Gaëlle Enganamouit                    | Eskilstuna United DFF          | 18    |
| 2016                                | Linköpings FC           | FC Rosengård            | Pernille Harder                       | Linköpings FC                  | 23    |
| 2017                                | Linköpings FC           | FC Rosengård            | Tabitha Chawinga                      | Kvarnsvedens IK                | 24    |
| 2018                                | Piteå IF                | Kopparbergs/Göteborg FC | Anja Mittag                           | FC Rosengård                   | 17    |
| 2019                                | FC Rosengård            | Kopparbergs/Göteborg FC | Anna Anvegård                         | FC Rosengård                   | 14    |
| 2020                                | Kopparbergs/Göteborg FC | FC Rosengård            | Anna Anvegård                         | FC Rosengård                   | 16    |
| 2021                                | FC Rosengård            | BK Häcken               | Stina Blackstenius                    | BK Häcken                      | 17    |
| 2022                                | FC Rosengård            | BK Häcken               | Amalie Vangsgaard                     | Linköpings FC                  | 22    |
| 2023                                | Hammarby IF             | BK Häcken               | Cathinka Tandberg                     | Linköpings FC                  | 19    |
| 2024                                | FC Rosengård            | BK Häcken               | Momoko Tanikawa                       | FC Rosengård                   | 16    |

## Títulos por club
| Club                  | Títulos | Subtítulos | Años campeón                                                                       |
| --------------------- | ------- | ---------- | ---------------------------------------------------------------------------------- |
| FC Rosengård          | 14      | 13         | 1986, 1990, 1991, 1993, 1994, 2010, 2011, 2013, 2014, 2015, 2019, 2021, 2022, 2024 |
| Umeå IK               | 7       | 3          | 2000, 2001, 2002, 2005, 2006, 2007, 2008                                           |
| Jitex BK              | 6       | 4          | 1974, 1976, 1979, 1981, 1984, 1989                                                 |
| Öxabäcks IF           | 6       | 2          | 1973, 1975, 1978, 1983, 1987, 1988                                                 |
| Älvsjö AIK            | 5       | –          | 1995, 1996, 1997, 1998, 1999                                                       |
| Linköpings FC         | 3       | 1          | 2009, 2016, 2017                                                                   |
| Hammarby IF           | 2       | 6          | 1985, 2023                                                                         |
| Sunnanå SK            | 2       | 2          | 1980, 1982                                                                         |
| Djurgården/Älvsjö     | 2       | 2          | 2003, 2004                                                                         |
| BK Häcken             | 1       | 8          | 2020                                                                               |
| Gideonsbergs IF       | 1       | 3          | 1992                                                                               |
| Jakobsbergs GoIF      | 1       | 1          | 1977                                                                               |
| Tyresö FF             | 1       | 1          | 2012                                                                               |
| Piteå IF              | 1       | –          | 2018                                                                               |
| IFK Rättvik           | –       | 1          | ––                                                                                 |
| Ope IF                | –       | 1          | ––                                                                                 |
| Trollhättans IF       | –       | 1          | ––                                                                                 |
| GAIS                  | –       | 1          | ––                                                                                 |
| KIF Örebro DFF        | –       | 1          | ––                                                                                 |
| Eskilstuna United DFF | –       | 1          | ––                                                                                 |

## Retransmisión
Desde 2013, los partidos son retransmitidos por el canal deportivo TV4 Sport. Desde 2018, también se retransmite en OZ.com en Estados Unidos.